# Solanum herculeum
Solanum herculeum är en potatisväxtart som beskrevs av Lynn Bohs. Solanum herculeum ingår i släktet skattor som ingår i familjen potatisväxter. Inga underarter finns listade i Catalogue of Life.